# Czernihów (stacja kolejowa)
Czernihów – stacja kolejowa w Czernihowie, w obwodzie czernihowskim, na Ukrainie. Znajdują się tu 4 perony.

## Galeria

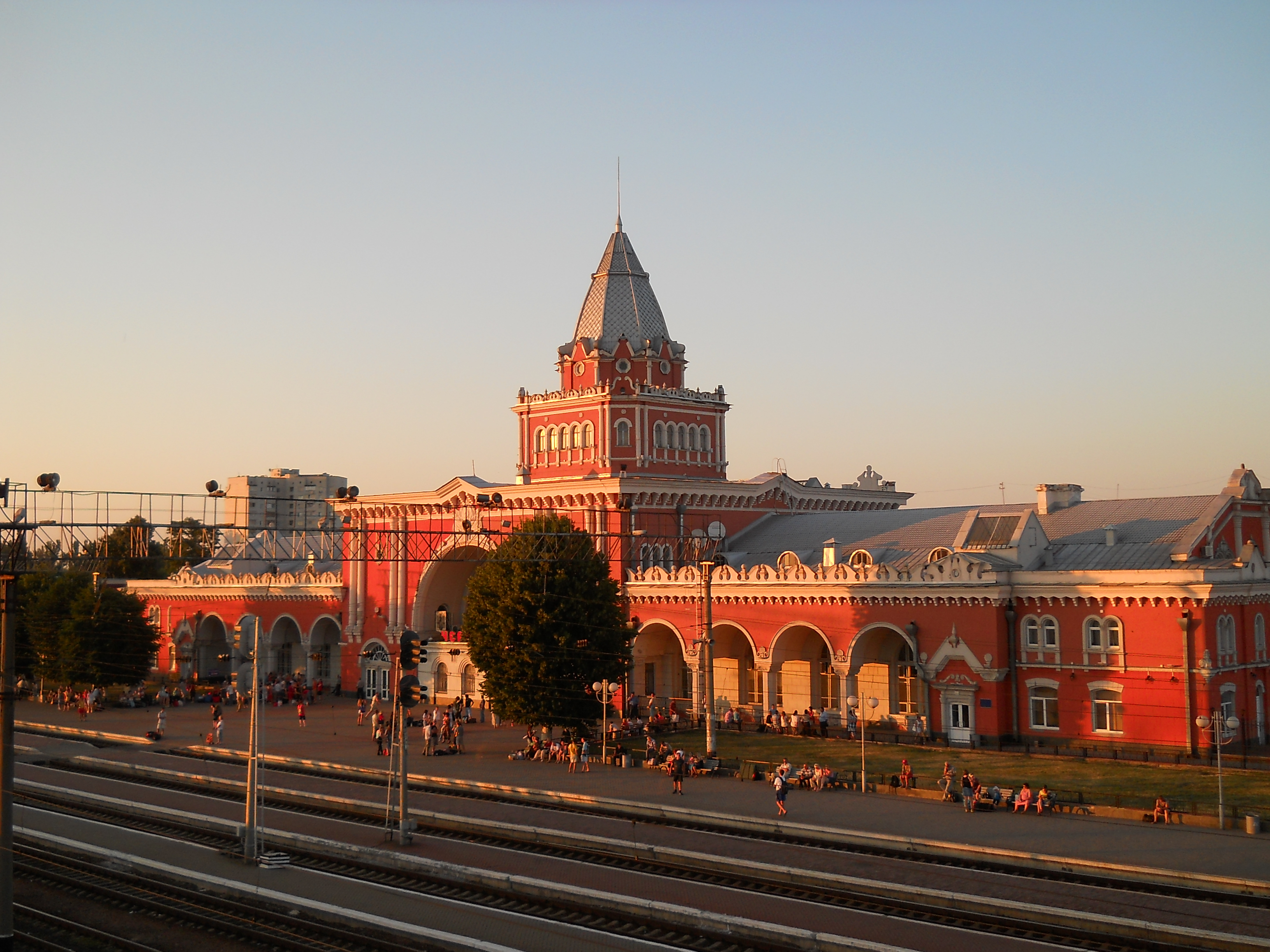
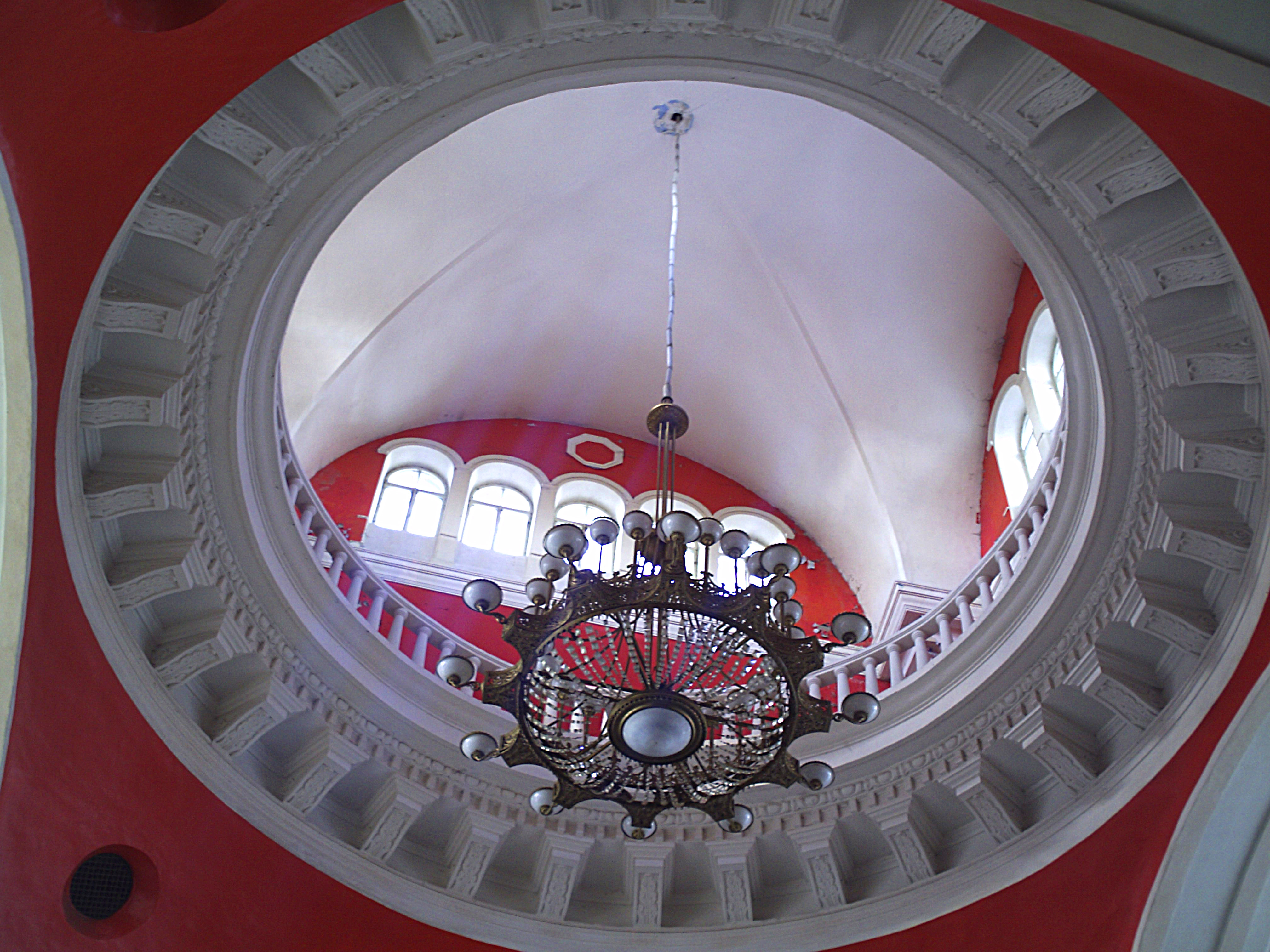